# مرگ یک رئیس‌جمهور (فیلم ۱۹۷۷)
مرگ یک رئیس‌جمهور (لهستانی: Śmierć prezydenta) یک فیلم درام لهستانی به کارگردانی یژی کاوالروویچ است که در سال ۱۹۷۷ منتشر شد. این فیلم برندهٔ شیر نقره‌ای جشنواره بین‌المللی فیلم برلین شد و نمایندهٔ کشور لهستان در رقابت برای جایزه اسکار بهترین فیلم بین‌المللی در پنجاه و یکمین دوره جوایز اسکار بود که البته به فهرست نهایی نامزدان راه نیافت. این فیلم دربارهٔ ترور گابریل ناروتوویتس رئیس‌جمهور لهستان در سال ۱۹۲۲ است.

## گزیدهٔ بازیگران
- زجیسواف مروژفسکی
- مارک والچفسکی
- یژی دوشینسکی
- توماش زالیفسکی
- ادموند فتینگ
- آندژی کراشیتسکی
- هنریک بیستا
- آندژی شنایخ
- جک رکنیتس
- آدام بائومن